# Patrick Bet-David

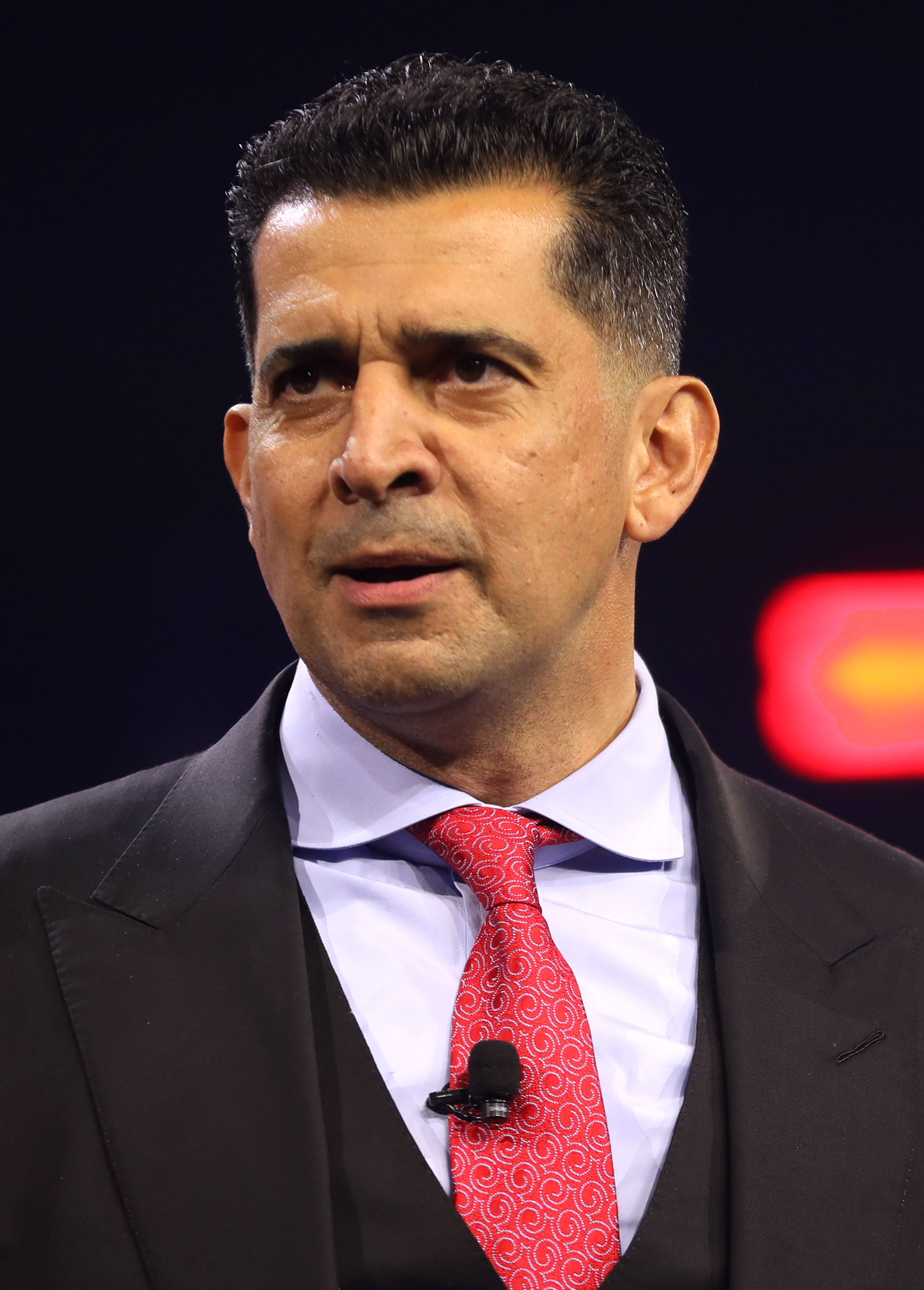
Patrick Bet-David

Patrick Bet-David (* 18. Oktober 1978 in Teheran) ist ein US-amerikanischer Unternehmer und Podcaster.

## Leben und Tätigkeit
Bet-David wurde kurz vor der Iranischen Revolution im damaligen Kaiserreich Persien geboren. Da seine Eltern zu den loyal zum Regime des Schahs stehenden Teilen der Bevölkerung zählten, verließen sie das Land in den 1980er Jahren während der Ersten Golfkrieges. 1989 gelangten sie nach Westdeutschland, wo sie einige Monate in einem Flüchtlingslager in Erlangen lebten. Nachdem sie eine Einreisegenehmigung für die Vereinigten Staaten erhielten, ließen sie sich in Glendale in Kalifornien nieder.
Nach dem Schulbesuch, den er mit dem High-School-Abschluss an der Glendale High School abschloss, schloss Bet-David sich der amerikanischen Armee an, in der er mehrere Jahre in der 101. Airborne Division Dienst tat. Nach seinem Ausscheiden aus dem Militär konvertierte er, angeblich nachdem er auf Veranlassung von Freunden an Bibelkursen teilgenommen hatte, zum Christentum.
2001 begann Bet-David als Finanzberater für die Firma Morgan Stanley zu arbeiten. Später wechselte er zu Transamerica. 2009 gründete Bet-David die Firma PHP Agency Inc. (People Helping People), die auf den Verkauf eines breiten Portfolios von Lebensversicherungsmodellen und anderen finanziellen Dienstleistungen spezialisiert ist. Mit der Firma hatte er schnell immensen wirtschaftlichen Erfolg: Diese ist in 49 US-Bundesstaaten tätig und erreichte im Jahr 2024 einen Mitarbeiterstand von 14.000 Personen. Er selbst konnte infolge des Erfolges dieses Unternehmens ein neunstelliges persönliches Vermögen anhäufen.
Infolge seiner persönlichen finanziellen Arriviertheit startete Bet-David im November 2012 den Podcast Valuetainment (ein Kofferwort aus value und entertainment), den er zunächst als ein aus Liebe an der Sache verfolgtes Hobby betrieb: In den Sendungen seines Podcast fokussierte er sich anfangs darauf, seine Philosophie in Fragen des Unternehmertums bzw. des Geschäftslebens, wie auch der persönlichen Lebensführung und -gestaltung, zum besten zu geben. Später erweiterte das Spektrum der Themen, die er in seinem Podcast erörtert beständig, so dass zunehmend auch Fragen des aktuellen politischen, gesellschaftlichen, kulturellen bzw. popkulturellen Geschehens thematisiert werden. Infolge der partiellen Verschiebung des Schwerpunktes seines Podcasts änderte er den Namen desselben in PBD Podcast.
Eine Folge dieses Wechsels der Schwerpunktsetzung seines Podcasts bestand außerdem darin, dass Bet-David in den 2020er Jahren zunehmend Gäste in seine Sendungen einlud, die er, zusammen mit mehreren Co-Moderatoren, um die er die Sendung sukzessive erweiterte, jeweils ausführlich interviewt. Die Gespräche und Diskussionen mit den Gästen umfassten bald den Großteil der Sendezeit der meisten von ihm produzierten Episoden. Unter den Gästen, die er in seinem Podcast interviewt, dominieren dabei Unternehmer, wie z. B. Mark Cuban, sowie Politiker und politische Kommentatoren. Die Mehrzahl der politischen Gäste ist dabei dem rechten/republikanischen Lager der US-Politik zuzurechnen, wie z. B. Sebastian Gorka, Steve Bannon oder Roger Stone, wenngleich vereinzelt auch Exponenten von linken/liberalen Standpunkten, wie Bassem Youssef, Sam Seder oder Kyle Kulinski von ihm eingeladen werden. Größeres Aufsehen erregte ein mehrstündiges Interview mit dem damaligen Präsidentschaftsbewerber Donald Trump, das Bet-David, im Jahr 2024 führte.
Der Podcast Valuetainment/PBD Podcast bzw. die gleichnamige Firma, die Bet-David zur Produktion desselben gegründet hat, hat sich im Laufe der Jahre von einem Hobby Bet-Davis zu einem eigenständig ertragreichen Medienunternehmen mit 115 Mitarbeitern entwickelt. Neben Bet-Davids Podcast organisiert dieses auch Seminare, bei denen prominente Persönlichkeiten wie Kobe Bryant und Dwayne Johnson als Redner auftreten.
Bet-Davids politische Einstellungen und Sympathien sind größtenteils im konservativen und libertären Abschnitt des amerikanischen Politspektrums verortet: Er ist bekennender Kapitalist und nachdrücklicher Anhänger von Donald Trump und der von diesem initiierten MAGA-Bewegung. Trumps Wahlkampf während des Jahres 2024 unterstützte er mit einer Werbekampagne, die er unter das Motto „The Future ist Bright“ stellte. Außenpolitisch ist er ein Unterstützer der Restauration der Monarchie in seinem Geburtsland Iran und einer Reinthronisierung der Pahlavi-Dynastie als Herrscherhaus, wobei er den Thronprätendenten, Cyrus Reza Pahlavi, wiederholt in seinem Podcast interviewt hat. Kulturell äußert sich häufig negativ über vermeintlich „woke“ Erscheinungen in der Unterhaltungsindustrie (wie z. B. eine geplante stärker feministisch orientiert Reinterpretation des Schneewittchen-Stoffes durch den Disney-Konzern) oder im Sportbetrieb.

## Schriften
- The Next Perfect Storm, Open Road Integrated Media, 2011.
- Doing the Impossible. The 25 Laws for Doing the Impossible, Valuetainment Publishing, 2012.
- The Life of an Entrepreneur in 90 Pages: There's An Amazing Story Behind Every Story, Valuetainment Publishing, 2016. (zusammen mit Thomas N. Ellsworth)
- Drop Out and Get Schooled: The Case for Thinking Twice about College, 2B Consulting LLC., 2017. (zusammen mit Thomas N. Ellsworth)
- Your Next Five Moves: Master the Art of Business Strategy, Gallery Books, 2020 (zusammen mit Greg Dinkin)
- Choose Your Enemies Wisely: Business Planning for the Audacious Few, Penguin Publishing Group., 2023. (zusammen mit Greg Dinkin)
- The Academy, Permuted Press., 2024.